# Сторона «А» и сторона «Б»

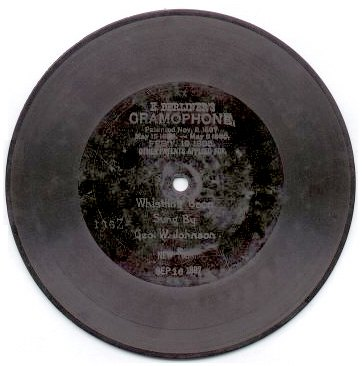
Старинная грампластинка

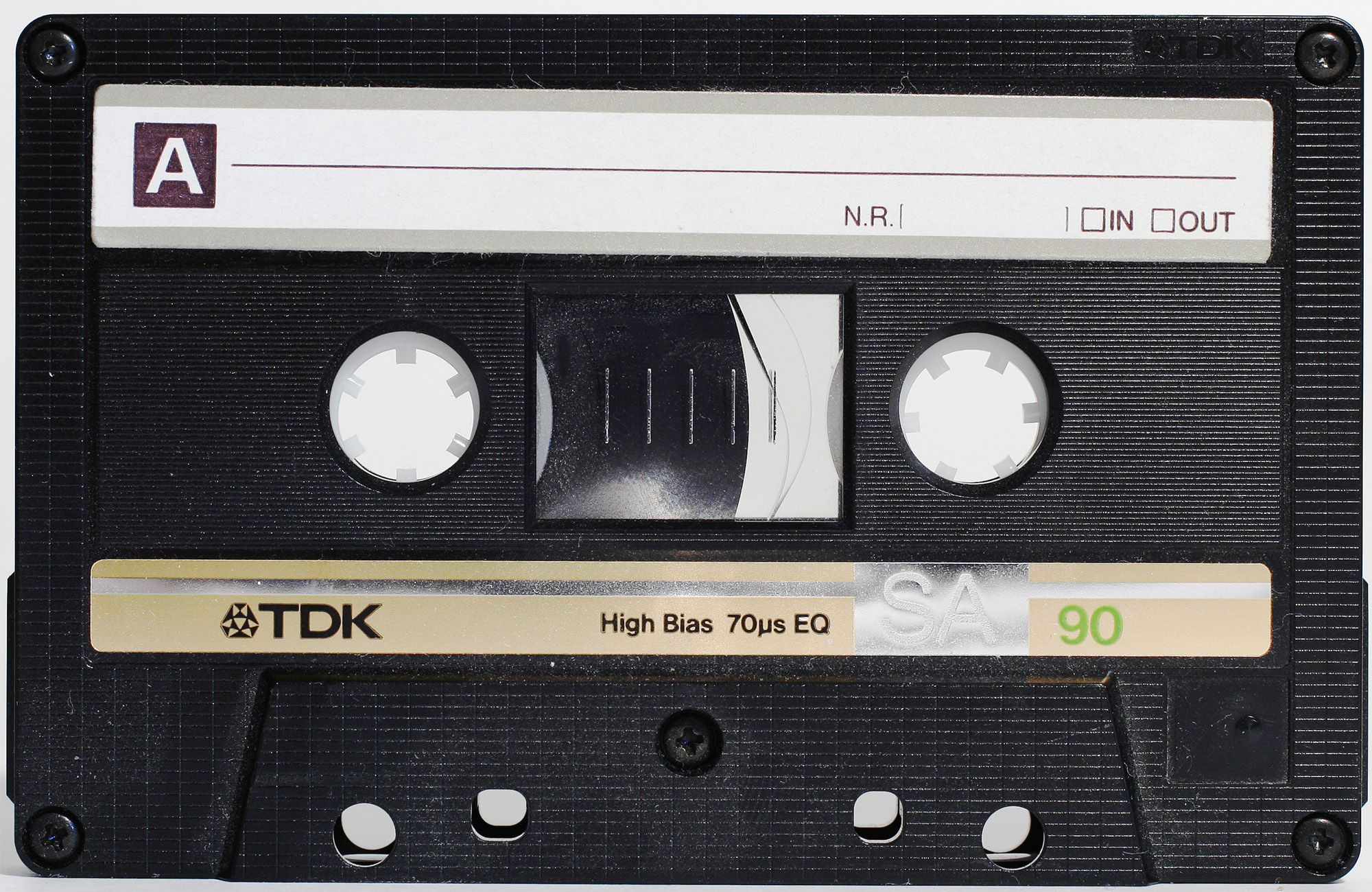
Компакт-кассета

Термины «Сторона „А“» (англ. A-side) и «Сторона „Б“» (англ. B-side) первоначально обозначали одну из сторон на грампластинке или кассете. С переходом музыкальной индустрии от аналоговых записей к цифровым форматам без физического носителя, таким как загрузки и потоковая передача, деление на стороны потеряло смысл. Тем не менее, некоторые артисты и лейблы продолжают использовать термины «Сторона „А“» и «Сторона „Б“» метафорически, чтобы описать тип контента, представленного в конкретном релизе.
Песня (песни), записанная на стороне «А», как правило, более характерная и запоминающаяся (именно на неё делают ставку продюсеры в расчёте на получение приличной радиоротации и «попадание» в хит-парады), песня со стороны «Б» подразумевается в качестве «довеска» к первой. Записи со стороны «Б», как правило, не выходят на альбомах, однако иногда они выходят на сборниках, которые так и называются — B-sides, хотя некоторые стороны «Б» были столь же успешны, как и стороны «А», или даже более.

## Дубль-А
«Двойная сторона A» (Double A-side, AA-side) — это сингл, у которого обе стороны обозначены как сторона «А», без стороны «Б», то есть обе стороны являются потенциальными хитами, и ни одна из сторон не будет продвигаться выше другой. Например, в 1965 году Billboard сообщил, что из-за спора между EMI и Джоном Ленноном о том, какая из сторон сингла Beatles «We Can Work It Out»/«Day Tripper» должна считаться стороной «А» и получать рекламу, «EMI согласилась на двухстороннюю рекламную кампанию — уникальную для Британии».
Поскольку чарт синглов составлялся исключительно на основе физических продаж, то обе песни из двойного A-сайда Wings 1977 года «Mull of Kintyre»/«Girls' School», который был продан тиражом более двух миллионов копий, были признаны хитами №1 в UK Singles Chart.

## Компакт-диски
С появлением компакт-дисков (CD) деление на стороны «А» и «Б» приобрело условный характер, так как физически на компакт-диске под музыку используется только одна сторона. Однако смысловой оттенок деления сохранился: сторона «А» (A-side) обычно содержит запись, на которую ее исполнитель, продюсер или звукозаписывающая компания смещают фокус рекламных усилий и трансляций по радио с целью сделать её хитом; в то время как сторона «Б» (B-side, или flip-side) — это второстепенная запись,  бонус-треки или другие материалы, которые получают меньше внимания.

## История

### Равнозначные стороны
Самые первые записи на шеллачных пластинках были размером 10 дюймов (25 см) и рассчитаны на 78 об./мин. Двусторонние записи, по одной песне на каждой стороне, выпустила в Европе звукозаписывающая компания Columbia Records, и уже в конце 1910-х годов они стали обыденным явлением как в Европе, так и в США.
До 1930-х годов не существовало хит-парадов, стороны «А» и «Б» считались равноценными, и радиостанции крутили записи как с той, так и с другой стороны. Само слово никак не указывало на содержимое записи.
Начиная с 1948 года стали выходить 10- и 12-дюймовые виниловые «долгоиграющие» пластинки, выпускаемые той же Columbia Records, а их конкуренты RCA-Victor создали даже 7-дюймовую запись. Все они были рассчитаны на скорость 45 об./мин., что и стало стандартом для синглов.

### «Двусторонние хиты»
Само слово «сингл» получило распространение в начале 1950-х годов, когда стали популярны виниловые пластинки. Поначалу расположение песен ни от чего не зависело и было случайным (в каталогах каждой из компаний существовал свой цифровой код для нумерации записей и цифра для каждой стороны, песни на стороне «А» получали цифры с меньшим значением). Из-за случайного распределения песен часто случались «двусторонние хиты», когда обе песни становились известны, попадали в чарты (например, в популярных журналах Billboard или Cashbox), а затем и развозились по музыкальным автоматам.

### Расцвет синглов
Со временем всё изменилось. Сторона «А» постепенно стала важнейшей из двух, на ней были песни, предназначенные для ротации на радио, так как радио повсеместно использовало пластинки на 45 об./мин., или «сорокапятки», и их продажи были главным источником дохода.

### Эра альбомов
Только в 1968 году продажи синглов уступили продажам альбомов в штучном исчислении (данные по Великобритании). К началу 90-х «двусторонние хиты» стали редкостью. Продажи альбомов далеко опередили продажи синглов, и сторона «Б» превратилась во второсортный склад не радийных и не альбомных инструментальных версий, а то и посторонних песен.

### Пришествие кассет
С развитием кассет и компакт-дисков в конце 80-х деление на стороны было готово исчезнуть. Поначалу выпускались кассетные синглы с одной песней на каждой стороне, но затем, все же, на большинство кассет стали записывать по нескольку песен (макси-синглы, или LP).
Вскоре и сами кассеты устарели, и различие между «А» и «Б» практически стерлось, ведь новый носитель — компакт-диск — содержал только одну сторону. Тем не менее термин «би-сайд» используется и сейчас для обозначения дополнительных, «бонусных» треков, записанных в качестве добавки к стандартному синглу.

### Интернет-эра
Последние достижения в доставке музыки через интернет повлияли на продажи музыки на дисках, и термин би-сайд стал ещё менее употребительным. Теперь песни, которые раньше были малодоступны, так как не входили в коллекцию альбомов и синглов, стали появляться в «электронной» продаже, и помечаться как «unreleased» (не выпускавшиеся), «non-album» (внеальбомные), «rare» (редкие) или «exclusive» (эксклюзивные), в последнем случае это песни, доступные в единственном источнике.
Некоторые лейблы (например, советская фирма «Мелодия»), впрочем, изначально использовали наименования «сторона 1» и «сторона 2» вместо «А» и «Б».

## Современное значение
В настоящее время, поскольку большинство музыкальных записей распространяется на CD или через интернет, термин би-сайд используется для обозначения записи, не включенной в готовый сборник или альбом (а также LP или EP). Би-сайды, по сути, представляют собой бесплатную добавку к уже купленной записи. Типичный материал, который может на нем присутствовать, представляет собой:
- иную версию песни (инструментальную, хоровую, акустическую, ремикс или версию на другом языке);
- другую песню с того же альбома, которую не планируется выпускать отдельным синглом;
- песню, которая не подошла для альбома из-за качества;
- песню, которая не подошла для альбома по стилистике;
- песню, которая не была готова к моменту выпуска альбома.

Кроме того, в 60-х и 70-х годах пользовались двумя сторонами диска просто потому, что длинные записи не умещались на одной стороне. Сторона «Б» являлась просто продолжением стороны «А». С распространением 12-дюймовых синглов в конце 70-х эта практика была забыта.
Поскольку композиторы получают отчисления за каждую из выпущенных песен, они иногда нарочно устраивают двухсторонние синглы.

### «Обратные хиты»
Бывали также и случаи, что песня «Б» становилась популярнее, чем «А». К тому же диджеи предпочитали запускать именно обратную сторону диска. Известные примеры «обратной популярности»:
- The Who: «Dogs» / «Call me Lightning»
- Deee-Lite: «What Is Love?» / «Groove Is in the Heart»
- Глория Гейнор: «Substitute» / «I Will Survive»
- Мадонна: «Angel» / «Into the Groove»
- Пол Маккартни: «Coming Up» / «Coming Up (Live in Glasgow)»
- Pink Floyd: «Point Me at the Sky» / «Careful with That Axe, Eugene»
- Depeche Mode: «It's Called a Heart» / «Fly on the Windscreen»
- Род Стюарт: «Reason to Believe» / «Maggie May»
- U2: «A Celebration» / «Trash, Trampoline and the Party Girl» (также просто «Party Girl»)
- The Doors: «You Make Me Real» / «Roadhouse Blues»
- AC/DC: «Love Song (Oh Jene)» / «Baby, Please Don’t Go»

Иногда случалось и так, что обе стороны становились хитовыми. Примеры:
- Buddy Holly: «Oh Boy!» / «Not Fade Away»
- Queen: «We Are the Champions» / «We Will Rock You»
- Робби Уильямс: Eternity / Road to Mandalay
- The Beatles: «Penny Lane» / «Strawberry Fields Forever», «We Can Work It Out» / «Day Tripper»
- The Smiths: «Please, Please, Please Let Me Get What I Want» / «How Soon Is Now?»
- Boney M: «Rivers of Babylon» / «Brown Girl in the Ring»
- Элвис Пресли: «Don’t Be Cruel» / «Hound Dog»
- Kiss: «Detroit Rock City» / «Beth»
- Пола Абдул: «Straight Up» / «Cold Hearted»
- Pearl Jam: «Jeremy» / «Yellow Ledbetter»